# مسلمة المجريطي
أَبُو اَلْقَاسِمْ مُسْلِمَةً بْنْ أَحْمَدْ اَلْمَجْرِيطِي (338 هـ - عام 398 هـ) هو فلكي وكيميائي ورياضياتي عربي مسلم من الأندلس. شارك في ترجمة كتاب بطليموس في الفلك، وحسّن ترجمة المجسطي، وطوّر جداول الخوارزمي الفلكية، وقدّم تقنيات في علمي المساحة والتثليث.

## حياته

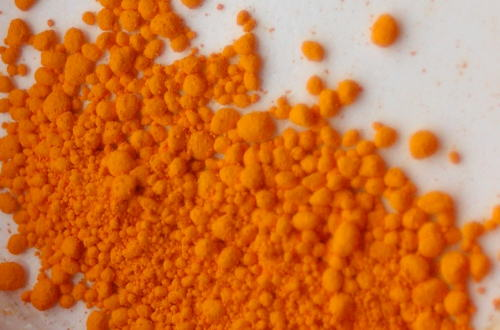
المجريطي أحد أقدم الكيميائيين الذين حددوا استخدامات وأجروا التجارب على أكسيد الزئبق الثنائي.

ولد مسلمة بن أحمد بن قاسم المجريطي في مجريط عام 338 هـ. غير أنه لا يعرف الكثير عن سيرته، سوى أنه كان بين أنبغ علماء الأندلس في عهد الخليفة الحكم المستنصر بالله. قال عنه صاعد الأندلسي أنه أفضل الرياضياتيين والفلكيين في زمانه في الأندلس. كما ابتكر طرقًا جديدة للمساحة مع ابن الصفار. كذلك كتب كتابًا عن فرض الضرائب واقتصاد الأندلس.
أسس المجريطي مدرسة للفلكيين والرياضياتيين كانت بداية لظهور جيل من العلماء في الأندلس، وكان من تلاميذها ابن الصفار وأمية بن عبد العزيز بن أبي الصلت وأبو بكر الطرطوشي. كما كان المنجم الخاص بالحاجب المنصور الذي تنبأ له بنهاية دولة الأمويين ومتى سيكون ذلك.
ولمسلمة بن أحمد بن قاسم المجريطي عدة تصانيف منها «رتبة الحكيم» و«غاية الحكيم» و«كتاب الأحجار» و«روضة الحدائق»، و«رسالة في الاسطرلاب» و«تمام علم العدد» و«اختصار تعديل الكواكب من زيج البتاني»، وذهب بعض المؤرخين أنه مؤلف «رسائل إخوان الصفا»، إلا أنه لم يثبت ذلك.
ذهب أيضًا جورج سارتون إلى أن كتابي غاية الحكيم ورتبة الحكيم اللذان ترجما إلى اللاتينية عام 1252 م بأمر من ألفونسو العاشر هما أيضًا منسوبان إلى المجريطي وأنهما كتبا بعد وفاته. يضم رتبة الحكيم وصفات كيميائية لتنقية بعض المعادن، وفيه أول إشارة إلى قانون بقاء المادة، أما غاية الحكيم فهو مختص بعلم التنجيم والسحر.
توفي المجريطي عام 398 هـ.

## نبذه عن المجريطي
اعتبر المسلمون الأندلسيون مسلمة المجريطي أهم سلطة في عصره في مجال علم الفلك. سافر وهو شاب إلى قرطبة، عاصمة الخلافة الأموية، حيث درس وعمل حتى وفاته. إنجازاته تتركز بشكل أساسي في مجال علم الفلك الرياضي، على الرغم من أنه من المعروف أنه كتب عن الحساب التجاري، كما كان منجماً مشهوراً؛ وأساء المؤرخون تفسير مساهمات المجريطي في الكيمياء ونسبها للسحر.
بالإضافة إلى مؤلفاته الخاصة، تكمن أهمية المجريطي في سياق العلوم الأندلسية ونشاطه في التدريس العلمي. كان المجريطي مؤسس مدرسة خاصة بالعلماء الأندلسيين حيث تم تدريس مختلف تخصصات العلوم والهندسة. كان من بين تلاميذ المجريطي شخصيات بارزة مثل ابن الصفار وأصبغ المهري وابن البرغوث، وامتد تلاميذه على مدى 3 أجيال، كما أثروا كثيرًا على تطوير وتوسيع العلوم الدقيقة في جميع أنحاء الأندلس. جمع المجريطي للمرة الأولى في الأندلس بين مفاهيم رياضية مميزة ومفاهيم العلوم الفلسفية القائمة على الرياضيات؛ وهي فئة شملت علم الفلك. يعكس مزيج المجريطي بين هذين الفرعين الرياضيين اهتمامات معلميه المعروفين مثل: ابن الفرضي وعلي بن محمد أبي عيسى الأنصاري.
كان المجريطي أول أندلسي يدلي بملاحظاته في مجال علم الفلك، وفقاً للزرقاوي فقد كان أول من لاحظ نجم المليك في عام 979. ظن بعض المؤخين أن المجريطي ترجم نص كتاب خارطة النجوم عن اليونانية بنفسه –وهو عبارة عن أطروحة عن الإسقاط المجسميّ للكرة والتي تعتبر الطريقة الرئيسية لبناء الأسطرلاب القياسي-، إلا أن التحقيقات أظهرت أنه قام بتنقيح الترجمة العربية للنص. في الحقيقة، تضمن نص المجريطي العديد من الإضافات إلى عمل بطليموس، والتي حسنت إلى حد كبير من الإجراءات الخاصة بتتبع الخطوط الأساسية للأسطرلاب وتحديد موقع النجوم في شبكته باستخدام عدة أنواع من الإحداثيات. في الجزء الثاني من العمل، تناول المجريطي عدداً من مشاكل علم الفلك الكروي باستعمال نظرية مانيلاوس.
كان العمل الرئيسي للمجريطي في علم الفلك هو التبني الذي قام به مع تلميذه ابن الصفار، من كتاب الخوارزمي «زيج السندهند». استند هذا التبني الفلكي في القرن التاسع مع الجداول والنص التوضيحي في المقام الأول على الأساليب الهندية، وبالتالي اختلف عن المواد الإسلامية الفلكية في وقت لاحق، والتي اعتمدت على نماذج الكواكب المنصوص عليها في كتاب المجسطي. وعلى الرغم من فقدان النص الأصلي للخوارزمي إلا أن النسخة اللاتينية من تأليف أديلار الباثي في القرن الثاني عشر موجودة.
يحتوي نص مسلمة المجريطي على جداول مستمدة من زيج السندهند للخوارزمي (والذي كان يحتوي على مواد تستند إلى التقاليد الفارسية والبطلمية بالإضافة إلى تلك الهندية)، وكذلك المواد والجداول التي كانت عبارة عن تبني أو إضافات أو بدائل مقدمة من المجريطي وابن الصفار.
كان هدف علماء الفلك الأندلسيين هو تكييف الجداول الأصلية مع الوقت والمكان اللذان يعيشان بهما. على سبيل المثال، تم استبدال التقويم الشمسي الفارسي المستخدم في جداول الخوارزمي بالتقويم الهجري الإسلامي، وتم تكييف بعض الجداول التي كانت خاصة بالمراقبين مع الإحداثيات الجغرافية لقرطبة. تم حساب جداول الحركة المتوسطة للخوارزمي لمواقع التتالي المقابلة لخط طول العرين (مركز العالم في الأنظمة الهندية).
كانت النتيجة المهمة لاستخدام خط طول قرطبة هي أن المجريطي قدم أول دليل على وجود تصحيح مهم لحجم البحر الأبيض المتوسط مقارنةً بحجمه الفعلي؛ تم الحفاظ على هذا في معظم الجداول الجغرافية الأندلسية. على العموم، أثرت التحولات على جداول التسلسل الزمني. كما تضمنت إضافة جداول جديدة تتعلق ببعض الممارسات الفلكية.

## الإنجازات
شارك المجريطي في ترجمة كتاب خارطة النجوم لبطليموس، وقام بتحسين الترجمات الحالية لكتاب المجسطي، وقدم وطور الجداول الفلكية لمحمد بن موسى الخوارزمي، كما ساعد المؤرخين من خلال إعداد جداول لتحويل التواريخ الفارسية إلى سنوات هجرية. بالإضافة لتطويره تقنيات المسح والتثليث.
وفقاً لسعيد الأندلسي، كان أفضل عالم فلكي في عصره في الأندلس :64. قدّم أيضاً طرق مسح جديدة من خلال العمل عن كثب مع زميله ابن الصفار. كما كتب كتاباً عن الضرائب واقتصاد الأندلس. 
قام بتحرير وإجراء تغييرات على أجزاء من كتاب رسائل إخوان الصفا عندما وصلت إلى الأندلس ، وتوقع المجري أيضاً عملية مستقبلية للتبادل العلمي وظهور شبكات التواصل العلمي. بنى مدرسة علم الفلك والرياضيات وشهد بداية البحث العلمي المنظم في الأندلس. وكان من بين طلابه ابن الصفار وأبو الصلت والطرطوشي.:64

## تزييف المجريطي
بدءاً من تاريخ وفاته، ظهرت الكثير من التناقضات التي عزت عملين رئيسيين في الكيمياء له  ؛ والحقيقة أنه إما أن هذين العملين تم نشرهما بعد وقت طويل من وفاته، أو كانا من عمل شخص آخر لسرقة القليل من مجده: وهو الاعتقاد السائد الحالي.
العملان هما (خطوة الحكيم/رتبة الحكيم) و (غاية الحكيم). تم ترجمة كلاهما إلى اللاتينية في عام 1252 بناءً على أوامر من ملك قشتالة ألفونسو العاشر؛ ربما يعود النص العربي إلى منتصف القرن الحادي عشر. يتضمن كتاب رتبة الحكيم صيغاً كيميائية وتعليمات لتنقية المعادن الثمينة، ولوحظ فيه لأول مرة مبدأ الحفاظ على الكتلة، من خلال تجربة أكسيد الزئبق المبتكرة:
«أخذت القليل من الزئبق الطبيعي المرتعش والخالي من الشوائب، ووضعته في وعاء زجاجي يشبه البويضة. وضعت هذا الوعاء في وعاء آخر يشبه قدر الطبخ، ووضعت الجهاز كله على نار هادئة. كان القدر الخارجي في ذلك الوقت بدرجة حرارة تسمح لي بوضع يدي عليه. قمت بتسخين الجهاز ليلاً ونهاراً لمدر 40 يوماً، وبعد ذلك فتحته. لقد وجدت أن الزئبق الذي كان وزنه الأصلي ربع رطل قد تحول بالكامل إلى مسحوق أحمر ناعم الملمس وبنفس وزن الزئبق قبل بداية التجربة.» 
يهتم كتاب غاية الحكيم بشكل أكبر بالتنجيم الباطني المتقدم، وبصورة رئيسية بعلم التنجيم والسحر التعويذي، على الرغم من أنه يتناول النبوءة أيضاً. يشير المؤلف إلى كتاب رتبة الحكيم على أنه نص رئيسي في هذا المجال.

## الابنة المزعومة
تشير عدة مصادر حديثة إلى أن المجريطي كان يمتلك ابنة، هي فاطمة المجريطية، والتي كانت أيضاً عالمة فلك. ومع ذلك، فإن أول ذكر معروف لها كان في مقالة قصيرة عن سيرتها الذاتية في الموسوعة العالمية المصورة الأوروبية الأمريكية والتي نشرت في عشرينيات القرن الماضي.